# Viator
Viator je hrvatski producent i DJ iz Zagreba. Osnivač je skupine Filth Factory.
Nastupao je na događajima "Quantum Mechanics" by Filth Factory @ AKC Garaže (Vrbovec, 13. prosinca 2008.), "Moments of Terror" by Filth Factory @ AKC Garaže (Vrbovec, 20. veljače 2009.) i Diggarama - 4th Anniversary @ Medika (Zagreb, 27. svibnja 2010.).

## Vanjske poveznice
- MySpace stranica